# KV48
KV 48, situé dans la vallée des Rois, dans la nécropole thébaine sur la rive ouest du Nil face à Louxor en Égypte, est le tombeau d'Amenemopet, vizir d'Amenhotep II et gouverneur de Thèbes.